# Xiphelimum amplipennis
Xiphelimum amplipennis är en insektsart som beskrevs av Andrew Nelson Caudell 1906. Xiphelimum amplipennis ingår i släktet Xiphelimum och familjen vårtbitare. Inga underarter finns listade i Catalogue of Life.